# Токту
Токту̀ е монарх, управлявал България от 766 до 767 г. Не е ясно от кой род е, но се предполага, че е от рода Угаин.

## Биография
За Токту патриарх Никифор Констатинополски казва, че е „мъж българин, брат на Баян“. Брат му Баян изглежда е известна личност, щом чрез него се прави характеристика на Токту. Според някои изследователи хан Токту стои начело на онези сили, които са противници на засилващото се политическо влияние на Византия.
Управлението на Токту продължава по-малко от година. Скоро той се оказва изправен срещу обединените сили на опозицията против неговата провизантийска политика и трябва да се спаси с бягство в изгнание. Интересно е, че предпочита да потърси убежище не в посока Византия, а на север около Дунав – някъде „в горите на река Дунав“ Той загива заедно с брат си и мнозина от своите приближени.